# کیپ کارپنتر
کیپ کارپنتر (انگلیسی: Kip Carpenter؛ زادهٔ ۳۰ آوریل ۱۹۷۹) اسکیت‌باز سرعت اهل ایالات متحده آمریکا است.